# Gradinarovo, Varna
Gradinarovo (în bulgară Градинарово) este un sat în comuna Provadia, regiunea Varna,  Bulgaria. 

## Demografie
Componența etnică a satului Gradinarovo
     Romi (78,68%)
     Turci (2,72%)
     Bulgari (17,22%)
     Nicio identificare (1,36%)
La recensământul din 2011, populația satului Gradinarovo era de 807 locuitori. Din punct de vedere etnic, majoritatea locuitorilor (78,68%) erau romi, existând și minorități de bulgari (17,22%) și turci (2,72%). Pentru 1,36% din locuitori nu este cunoscută apartenența etnică.